# Story Musgrave
Franklin Story Musgrave (* 19. srpna 1935 Boston, Massachusetts, USA) je americký astronaut z programů Skylab a letů s raketoplány STS. Musgrave je jediný astronaut, který letěl na všech pěti raketoplánech.

## Život

### Mládí a výcvik
Po základní a střední škole absolvoval syracuskou univerzitu (Syracuse University) a roku 1958 zde získal titul inženýra matematiky a statistiky. Pak pokračoval jednoročním studiem na kalifornské univerzitě v Los Angeles (University of California), v roce 1959 si odtud odnesl diplom z výpočetní techniky. O šest let později v roce 1964 ukončil Marietta College, kolumbijskou univerzitu (Columbia University), odtud si odnesl doktorát z oboru medicíny. A poté pokračoval už pátou vysokou školou, na univerzitě v Kentucky (University of Kentucky) obhájil zanedlouho doktorát fyziologie. Sloužil pak v americkém námořnictvu a dostal se roku 1967 do šesté skupiny astronautů.. Byl vědeckým pracovníkem v záložní posádce Skylabu 2, pak se přeškolil pro raketoplány a s nimi začal do kosmu létat. Byl 116. člověkem ve vesmíru. Je ženatý (manželka Patricia) a má pět dětí.

### Lety do vesmíru
Poprvé letěl s Challengerem, pětidenní mise STS-6. Start byl z Kennedyho vesmírného střediska na mysu Canaveral, přistání na vojenské základně Edwards v Kalifornii. Čtyřčlenná posádka měla toto složení: Paul Weitz jako velitel, pilot plk. Karol Bobko a letoví specialisté dr. Story Musgrave a Donald Peterson. Na oběžné dráze vypustili družici TDRS-A.
Za dva roky letěl s Challengerem opět. Tentokrát byla posádka sedmičlenná: plukovník Charles Fullerton jako velitel, pilot plukovník Roy Bridges, dále dr. Karl Henize, dr. Franklin Musgrave, dr. Anthony England, dr. Loren Acton a dr. John Bartoe. Do vesmíru letěli s laboratoří Spacelab 2. let byl téměř osmidenní, start i cíl jako předchozí STS-6.
Třetí výprava STS-33-D byla až za čtyři roky po předchozí. Letěl tentokrát v raketoplánu Discovery, byl to přísně tajný let placený a připravený armádou. Posádka: plk. Frederick Gregory, pilot plk. John Blaha, dále kpt. Manley Carter, dr. Franklin Musgrave, Kathryn Thorntonová. Během letu vypustili špionážní družici typu Magnum. Start i přistání na stejných místech, jako předešlé lety.
Počtvrté letěl v roce 1991 na raketoplánu Atlantis, mise STS-44-A. Velitelem byl opět plk. USAF Frederick Gregory a pilotem plk. USAF Terrence Henricks, dále letěli plk.James Voss, kpt. Mario Runco Jr., dr. Story Musgrave., nadpraporčík Thomas Hennen. I tento let měl vojenské poslání. Byla vypuštěna vojenská družice DSP Block 14. Během letu se na dráze míjeli s observatoří MIR, z níž je sovětská posádka pozdravila. Start i cíl mise byl na stejných místech, jako předchozí lety.
Pátý, desetidenní let absolvoval na moderním raketoplánu Endeavour v roce 1993. Mise STS-61 měla jeden hlavní úkol, opravit Hubbleův vesmírný dalekohled (HST). Zajistila to bezchybně posádka ve složení plk. Richard Covey, kpt. Kenneth Bowersox, dr. Story F. Musgrave, dr. Kathryn Thorntonová , Claude Nicollier, dr. Jeffrey Hoffman a Thomas Akers. I tentokrát byl start na Floridě a přistání v Kalifornii.
Na poslední výpravu (STS-80) se vydal na palubě raketoplánu Columbia v roce 1996, tedy ve věku 61 let a byla to cesta nejdelší, 18denní. Při této cestě vypustili na oběžnou dráhu dvě družice. Během tohoto letu, který trval 18 dní (původní plán byl 16 dní), posádka vypustila a opět zachytila dvě vědecké družice - ORFEUS-SPAS II a WSF-3. Posádka byla pětičlenná ve složení : Kenneth Cockrell, Kent Rominger, Tamara Jerniganová, Thomas Jones a Story Musgrave. Netradičně kvůli počasí bylo přistání na Floridě.
Během svých šesti letů v období 13 let ve vesmíru na oběžné dráze Země strávil 53 dní.
- STS-6 Challenger (4. dubna 1983 – 9. dubna 1983)
- STS-51-F Challenger (29. července 1985 – 6. srpna 1985)
- STS-33 Discovery (23. listopadu 1989 – 28. listopadu 1989)
- STS-44 Atlantis (24. listopadu 1991 – 1. prosince 1991)
- STS-61 Endeavour (2. prosince 1993 – 13. prosince 1993)
- STS-80 Columbia (19. listopadu 1996 – 7. prosince 1996)

### Současnost
Rok po ukončení své kariéry astronauta z NASA odešel a stal se komentátorem amerických stanic CNN a PBS Nova. V roce 1997 bydlel na Floridě v Kissimmee.